# Safa Giray de Crimea
Pel kan de Kazan, vegeu Safa Giray
Safa Girai (1637-1703) fou kan de Crimea (1691-1692) successor de Saadet III Giray. Era fill d'un príncep de nom Safa Giray Sultan, pertanyent a la branca dels Choban Giray.
Va nomenar khalgay a Devlet Giray i nureddin a Shahin Giray. El nou kan era especialment amic del rei de Polònia a causa del fet que un amic del kan, Ali Agha, havia rebut un tracte cavallerós del rei. Quan va rebre l'orde d'ajudar els otomans a la seva campanya occidental del 1692 no va poder mantenir la disciplina de les tropes que van desertar a prop de Berkuki, i fou deposat després de regnar només uns mesos, i enviat a l'exili a Kulagosli, prop de Karinabad, on va morir el 1703 als 68 anys. Selim I Giray fou retornat per tercer cop al tron.